# Octavia Broske
Octavia Broske (4 de junio de 1886–19 de marzo de 1967) fue una actriz y intérprete musical estadounidense.

## Carrera

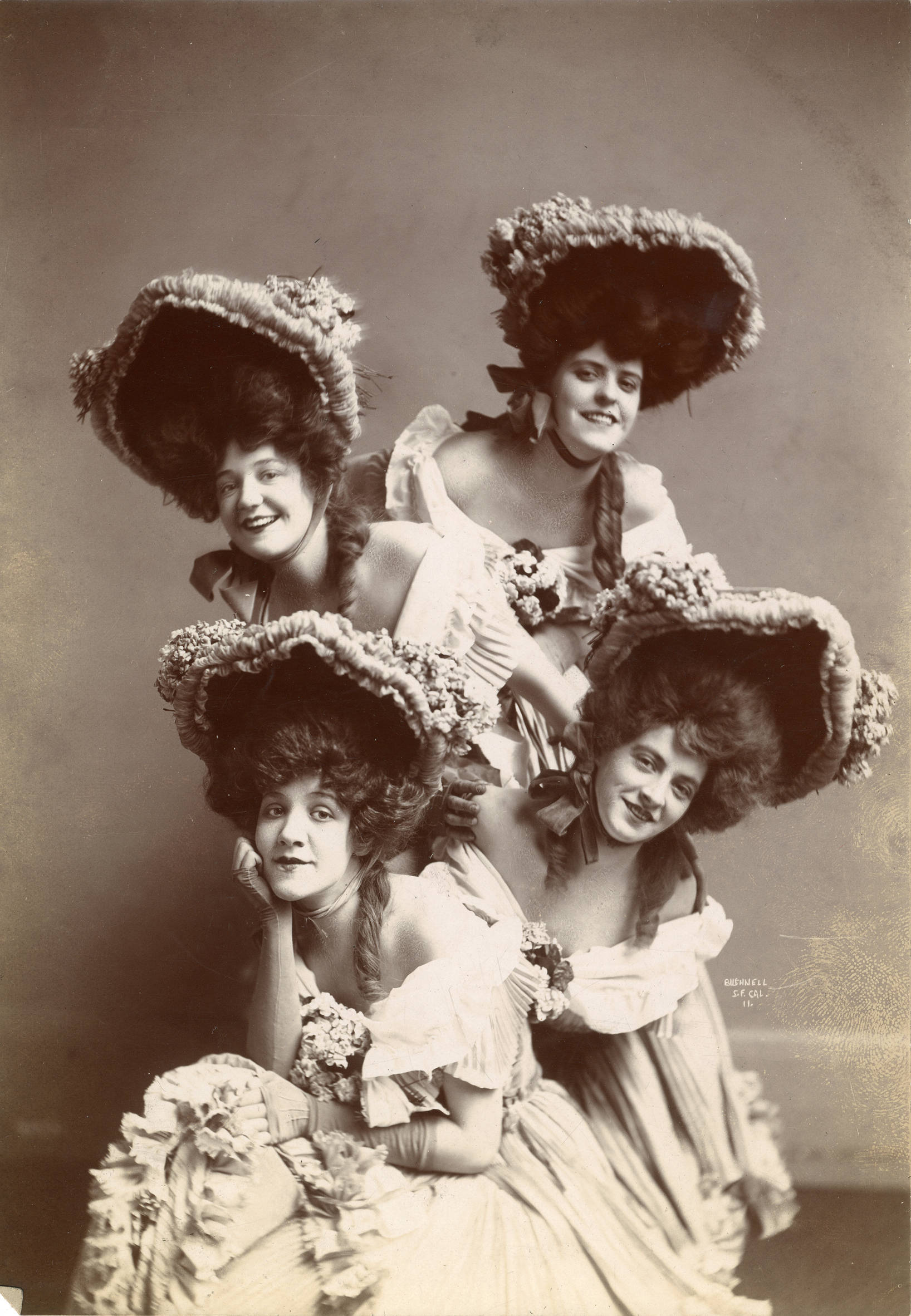
Las cuatro Boston Schoolma'ams en The Sultan of Sulu, que se estrenó el 29 de enero de 1905 en el Grand Opera House de Seattle. Incluye a Octavia Broske (arriba a la derecha).

Su carrera teatral comenzó en San Francisco, donde interpretó papeles en The Jersey Lily (1903), Tillie's Nightmare (1910-1911), A La Broadway (1911), Oh! Oh! Delphine! (1912-1913), Madame Moselle (1914), Papa's Darling (1914-1915) y A Lonely Romeo (1919). Fuera de Broadway, Broske actuó en The Sultan of Sulu (1905–1906), A Waltz Dream (1909), Her Left Shoulder (1912), y Get Off My Carpet (1918). Ella y su segundo marido hicieron una gira de vodevil titulada "International Stars of Song".
En 1916, Broske realizó una grabación para Victor. Apareció en dos películas mudas, She Loves and Lies (1920, también comercializada como The Marriage Swindle), con Norma Talmadge, y The Great Adventure (1921), con Lionel Barrymore.

## Vida personal
Broske se casó dos veces. Se divorció de su primer marido, George C. Burke, en 1913. Se casó con su segundo marido, el actor George Bancroft, en 1916. Tuvieron una hija, Georgette (1917-2002). En la década de 1930, la legalidad del matrimonio Bancroft fue cuestionada en los tribunales, porque no estaba claro si él se había divorciado de su primera esposa, Edna Brothers Bancroft. Octavia Broske Bancroft enviudó en 1956, y murió en 1967, a la edad de 80 años, en Los Ángeles.